# Леви, Дебора (писательница)
Дебора Леви (англ. Deborah Levy; род. 6 августа 1959[…], Йоханнесбург, Трансвааль) — британская писательница, драматург и поэт. Наиболее известные произведения: романы «Заплыв домой», вошедший в шортлист Букеровской премии, и «Горячее молоко», а также вошедший в шортлист Букеровской премии «Человек, который видел всё» и сборник рассказов «Black Vodka».

## Биография
Леви родилась в Йоханнесбурге (ЮАР), внучка еврейских иммигрантов из рабочего класса Литвы по линии отца и «английской колониальной» семьи среднего класса по линии матери. Её отец, Норман Леви, был членом Африканского национального конгресса и учёным-историком. Её мать — Филиппа (урожденная Муррелл). В 1968 году семья бежала в Лондон, сначала поселившись в Уэмбли, а затем переехав в Петтс Вуд. Её родители развелись в 1974 году.
Образование получила в St Saviour’s and St Olave’s Church of England School, а затем в Hampstead School. Затем училась в Dartington College of Arts, на поступление в который её вдохновил Дерек Джарман, с которым она познакомилась, работая в кинотеатре Gate Cinema.
После ухода из колледжа в 1981 году Леви написала ряд пьес, в том числе Pax, Heresies для Королевской Шекспировской труппы и другие (Clam, The B File, Pushing the Prince into Denmark, Macbeth — False Memories, and Honey, Baby), которые опубликованы в сборнике Levy: Plays 1 (Methuen).
Была режиссёром и сценаристом Man Act Theatre Company, радикальной театральной группы, которая действовала под эгидой Cardiff Laboratory Theatre.
В 1985 году Леви опубликовала сборник рассказов «Ophelia and the Great Idea». Её первый роман, «Beautiful Mutants», был опубликован в 1987 году издательством Jonathan Cape. Второй роман, «Swallowing Geography», был опубликован в 1993 году, также издательством Cape, а третий, «Billy and Girl» — в 1996 году издательством Bloomsbury. Её рассказ «Proletarian Zen» был опубликован в сборнике PEN New Fiction в 1985 году.
Книга «Заплыв домой» (2011) была включена в шорт-лист Букеровской премии 2012 года среди прочих наград. Леви опубликовала сборник рассказов Black Vodka (And Other Stories, 2013), который закрепил за ней репутацию «одного из самых интересных голосов в современной британской фантастике». Её роман «Горячее молоко» был опубликован в 2016 году и вошёл в шорт-лист Букеровской премии.
Один из рассказов Леви, «Stardust Nation», был адаптирован в виде графического романа Анджеем Климовским, заслуженным профессором Королевского колледжа искусств, и опубликован SelfMadeHero в 2016 году.
В 2019 году роман «Человек, который видел всё» был включен в лонг-лист Букеровской премии.
Первый том автобиографии Леви «Things I Don’t Want to Know» был написан в ответ на эссе Джорджа Оруэлла «Почему я пишу» и опубликован в 2013 году.
В 2018 году она опубликовала второй том, «The Cost of Living». Она назвала их «живыми» автобиографиями, поскольку они «надеюсь, пишутся не в конце, с оглядкой на прошлое, а в буре жизни».
Последний том, «Real Estate», был опубликован в мае 2021 года.

## Стиль и темы
В 2016 году Элис Споулз в журнале London Review of Books отметила несколько нетрадиционных особенностей творчества Леви: она «не любит стабильных повествователей», «предпочитает смену перспектив — ей особенно нравится смотреть на одного персонажа через другого» и «интересуется женщинами, у которых нет дома и которые не уверены, где его искать» («женщины, которые любят препарировать вещи, успокаивают себя каталогизацией и подсчётом, как будто люди и чувства могут быть заключены в индексы»). Споулз отметила, что истории Леви «почти всегда начинаются с языкового провала», пояснив, что Леви «говорила, что её не интересует самый внятный человек в комнате, и что её работа основана на высказывании театрального режиссера Зофьи Калинской: «Мы всегда колеблемся, когда чего-то желаем. В своем театре я люблю показывать колебания, а не скрывать их. Колебание — это не то же самое, что пауза. Это попытка победить желание».
Лео Робсон, в рецензии романа «Человека, который видел всё» в New Statesman, пишет: «Писательский проект Леви заключается в стирании границ — между романом идей и романом чувств, между схематичным и беглым, неизбежным и случайным, мозговым и иммерсивным, чувственным (или соматическим) и мозговым, приходским и потусторонним, метафорой и буквализмом. Если это звучит расплывчато, то так оно и есть».
В своей рецензии на сборник рассказов Леви «Чёрная водка», вышедший в 2013 году, Лорен Элкин подчеркнула философские качества произведений Леви, написав, что «Леви создаёт эстетику и этику „иного“ — быть врозь — это другой способ быть вместе — и исследует связи, которые мы выбираем, чтобы создать или разорвать, и те, о которых мы не можем принять решение.[…] Леви чутко передаёт феноменологию текстур, кожи и дыхания. В её свернутых, отточенных предложениях заложена движущая сила, которая сталкивает нас вместе и заставляет расходиться».

## Академическая карьера
С 1989 по 1991 год Леви была стипендиатом по творческим искусствам в Тринити-колледже в Кембридже. С 2006 по 2009 год она была стипендиатом AHRB по творческим и исполнительским видам искусства в Королевском колледже искусств. С 2013 по 2015 год была приглашённым профессором Фалмутской школы искусств Фалмутского университета, а с 2018 по 2019 год — стипендиатом Института идей и воображения Колумбийского университета.

## Личная жизнь
В 1997 году Леви вышла замуж за драматурга Дэвида Гейла. Пара, у которой есть две дочери, в настоящее время разведена.

### Романы
- 1989 — Beautiful Mutants. Viking.
- 1993 — Swallowing Geography. Jonathan Cape.
- 1994 — The Unloved. Jonathan Cape.
- 1997 — Diary of a Steak. Book Works.
- 1999 — Billy & Girl. Dalkey Archive Press.
- 2011 — «Заплыв домой». And Other Stories
- 2016 — «Горячее молоко». Hamish Hamilton.
- 2019 — «Человек, который видел всё». Hamish Hamilton.
- 2023 — August Blue. Farrar, Straus and Giroux.